# Форест, Антония
Антония Форест (англ. Antonia Forest; 26 мая 1915 — 28 ноября 2003) — псевдоним Патрисии Джулии Колфилд Кейт Рубинштейн, английской писательницы детских романов. Наиболее известна по серии книг о семье Марлоу.

## Биография
Родилась в семье русско-еврейских и ирландских родителей 26 мая 1915 года. Выросла в Хэмпстеде, Лондон и получила образование в средней школе Южного Хэмпстеда и Университетском колледже в Лондоне, где училась на журналиста. Во время Второй мировой войны Форест работала в армейской газете. 
С 1938 года и до самой своей смерти Форест жила в Борнмуте и Дорсете. В 1946 году Антония Форест приняла католическую веру. 
Антония Форест писала много писем, часто переписывалась со своими читателями и литературными деятелями, такими как Г. Б. Стерн. Она никогда не была замужем и в течение многих лет поддерживала себя, сдавая в аренду часть своего дома в Борнмуте.

## Серия о семье Марлоу
Форест известна своей серией романов о семье Марлоу, в которых рассказывается об одном поколении Марлоу, древней землевладельческой семье, патриархом которой является командующий Королевским флотом. Среди восьми детей все шесть дочерей ходят в Кингскот, школу-интернат.
Мир Марлоу необычайно подробно описан. В школьных рассказах рассказывается о разнообразных интересах талантливых героев, сильных и слабых сторонах членов их круга. Всего в серию о Марлоу входят 10 книг.
Форест также написал «Мальчик игрока» (1970) и «Игроки и повстанцы» (1971), которые повествуют о предках Марлоу во времена Шекспира.